# Велика Єлховка
Велика Єлхо́вка (рос. Большая Елховка, ерз. Большая Елховка) — село у складі Лямбірського району Мордовії, Росія. Адміністративний центр Великоєлховського сільського поселення.
У період 1984-2005 років село мало статус селища міського типу.

## Населення
Населення — 4171 особа (2010; 4114 у 2002).
Національний склад (станом на 2002 рік):
- росіяни — 68 %
- мордва — 19 %
- татари — 12 %